# ШФ Вердер Бремен
Шпортферайн „Вердер“ (Бремен) (на немски: Sport Verein Werder Bremen, или Вердер Бремен, кратка форма Вердер (на немски: Werder Bremen) е германски спортен отбор от град Бремен, от едноименната провинция в Северна Германия. Създаден е на 4 февруари 1899 г. под името Фусбалферайн Вердер фон 1899 и към днешна дата наброява около 34 хил. членове. През последните години професионалният футболен отбор на Вердер е един от най-успешните германски тимове в страната и на международно равнище. Клубът е четирикратен шампион на Германия, шесткратен носител на Купата на Германия и победител в турнира на Купата на носителите на национални купи през 1992 г. Освен това е съосновател на германската Първа Бундеслига, като участва във всички нейни сезони с изключение на 1980/81. Във вечното класиране на германското елитно първенство Вердер заема второто място след Байерн Мюнхен.
Освен футбол, клубът развива хандбал, лека атлетика, тенис на маса, гимнастика и шахмат. На 27 март 2003 г. се осъществява разделение между професионалните футболни и аматьорските звена на клуба: футболният клуб се трансформира в командитно дружество с акции и като такова осъществява търговски операции.
Името „Вердер“ идва от немски език и означава „речен остров“. В случая с Вердер Бремен това е речен остров в река Везер, преминаваща през Бремен, малко преди да се влее в Северно море. На този остров в реката са се намирали първите тренировъчни игрища на отбора.

## История

### 1899 – 1947: Основаване и първи десетилетия
На 4 февруари 1899 г. 16-годишни ученици от семейства на търговци основават Фусбалферайн Вердер фон 1899 – чисто футболен отбор, предшественик на днешния Вердер Бремен. Младежите спечелват истинска футболна топка от състезание, в което участват, и с нея за първи път играят на речен остров в река Везер. От там произлиза и името „Вердер“ (на немски език означаващо „речен остров“). През декември 1899 г. Вердер става член на Бременския футболен съюз. През първите години членове на отбора са ставали само мъже, завършили своето училищни образование или приети с гласовете на повече от две трети от членовете на клуба. През 1903 г. и трите формации на Вердер печелят първенствата на Бремен в своите възрастови категории, а от 1905 г. Вердер е първият отбор от града, който събира пари от билети за своите домакински срещи и огражда игрището си с ограда.  Вердер Бремен е единственият бременски отбор, който участва в новосформираната Северногерманска Фербандслига от 1913 г. клубът се противопоставя на националистическите тенденции през този период, класифициращи футбола поради английския му произход за „негермански спорт“. Въпреки това бременското първенство продължава да се провежда по време на Първата световна война и Вердер го печели отново през 1916 г.
За разлика от други отбори Вердер оцелява през следвоенния период, когато много мъже, играещи футбол, загиват по фронтовете. Това става благодарение на усилията на тогаващния ръководител на отбора Ханс Ярбург.  Тогава започва и ново структуриране на отбора, а от 1919 г. е разрешено на жени също да членуват в спортното дружество. Година по-късно спортната активност на клуба се разширява и той приема и тенисисти, лекоатлети, шахматисти, бейсболисти и играчи по крикет. Така отборът се превръща от футболен в спортен клуб, въпреки че футболът си остава най-важният спорт. От 300 членове преди войната, броят им нараства на 1000 в следвоенния период.
Вердер Бремен е първият германски отбор, който назначава професионален треньор по футбол – това е унгарецът Франц Коня, който идва в Бремен през 1922 г. хиперинфлацията в Германия и произтичащите от това финансови проблеми в спортните клубове обаче водят до неспособността за навременни плащания и треньорът напуска клуба. Коня се завръща през 1924 г. От 1921 г. Вердер играе в първенството на Западния Окръг, който по това време е една от елитните германски първенства. През първия си сезон там тимът завършва на седмо място от осем отбора. През следващата година дивизията е разделена на две подгрупи по регионален принцип – Яде и Везер. Вердер печели подгрупата Везер и на финала разгромява първенеца на Яде Олденбурд с 5:0. Така бременският отбор става победител в западноокръжното първенство. В квалификационния рунд за неофициалното германско първенство Вердер е победен от Арминия Хановер и приключва борбата за титлата. През 1926 г. Вердер е победен с 1:6 от Бремер Шпортферайн за първенството на подгрупа Везер и не успява да се пребори за първото място. Вицешампионското звание на дивизията е повторено през следващата година, когато бременци записват домакинска загуба от Комет Бремен. От 1928 г. Вердер се мести в подгрупа Яде, но така и не успява да спечели западноокръжното първенство. От сезон 1928/29 дивизията е преструктурирана в Оберлига Везер/Яде и Вердер Бремен завършва на четвърто място в нея. В осминафинална среща на шампионския турнир Вердер губи с 2:3 след продължения от Алтона 93 през 1931 г. След плавната професионализация на футбола в Германия, бременският отбор се подсилва с играчи, които по-късно обличат и националната фланелка: през 1933 г. в отбора идват Ханс Тибулски и Матиас Хайдеман, спечелили третото място с германския национален отбор на Световното първенство във Франция през 1934 г.
Две години след спечелването на западноокръжното първенство Вердер все още не разполага със собствен терен и през 1925 г. се конкурира с Всеобщото Бременско Гимнастическо и Спортно Обединение (съкратено от немски език А Бе Те Ес) за получаване на правото за построяване на игрище на брега на река Везер. А Бе Те Ес получава това право и изгражда спортна площадка, на която голяма част от бременските спортни клубове, в това число и Вердер, играят своите домакинства. През 1930 г. Вердер Бремен откупва игрището и от тогава то е собственост на клуба.
Първите извънрегионални успехи на бременския отбор са постигнати по времето на националсоциализма в Германия. Тогава Везерщадион често е използван за политически митинги и пропагандни мероприятия. Под ръководството на треньора Валтер Холщайн Вердер печели Гаулига Долна Саксония през 1934, 1936, 1937 и 1942 г. През 1935 г. отборът завършва на второ място, а 1943 г. носи ново вицешампионско звание, този път на Гаулига Везер-Емс. Диктаторското управление на страната рефлектира дори върху клубното ръководство на Вердер Бремен и отборът се управлява еднолично от един човек. Малко преди края на Втората световна война спортните състезания се преустановяват, а на 10 ноември 1945 г. Вердер Бремен е официално закрит, както и всички други обществени организации в Германия. Активите и членовете на клуба, заедно с тези на закритите през 1933 г. отбори Форвертс Бремен и Фрайе Швимер 1910 Бремен се обединяват и слагат началото на ТуШ Вердер 1945 Бремен
През 1946 г. и Грюн-Вайс 1899 Бремен се присъединява към спортното обединение. Американската окупационна администрация забранява създаването на спортни клубове, носещи името на предивоенни формации и поради това клубният президент Ханзи Волф организира тайна среща, на която се разискват теми за бъдещо име на обединението, както и въпроси за скорощното възобновяване на участие в първенството. След известни проблеми по регистрацията, тя става факт на 28 март 1946 г. под името Шпортферайн Вердер Бремен, което остава и до днес. През същата година спортните състезания в Бремен се подновяват и Вердер печели градското първенство, а година по-късно и долносаксонския шампионат.
Известни футболисти от периода са Хайдеман, Циолковиц, Тибулски, Шарман и Хунд.

### 1947 – 1963: Следвоенен период в Оберлига Север
Постепенно футболът в следвоенна Германия се завръща по стадионите и през 1945 г. са сформирани Оберлига Юг и Оберлига Югозапад. Две години след това се образува и Оберлига Север, където до 1963 г. Вердер Бремен е един от най-силните отбори и редовно участва във финалите за титлата в Западна Германия. Противници на бременци са Санкт Паули и Хановер 96, градските съперници Бремер ШФ и Бремерхафен 93, но най-вече абсолютният доминант на Севера Хамбург, спечелил северната оберлига 15 пъти от 16 издания. Вердер постига две трети места през сезоните 1952/53 (под ръководството на Зеп Кречман) и 1954/55 (при Фред Шулц). Представянето на „зелените“ се подобрява при треньора Георг Кньопфле, който работи в клуба от 1958 до 1963 г. Кньопфле е бивш национален футболист, който си спечелва известност след участието си на олимпийските игри през 1936 г. Отборът е подсилен от футболистите Хелмут Шимечек (напуснал Хамбург след несъгласие с ръководството на клуба) и Вили Шрьодер (отказал премия от 15 000 марки в брой също от Хамбург). През 1961 г. от Шалке 04 пристигат Вили Зоя и Хелмут Ягелски. С тези попълнения Вердер успява да се утвърди като вторият най-силен отбор на Севера след „червените шорти“ от Хамбург и завършва на второто място в своята оберлига в периода 1959 – 1963 г. Доброто представяне на Вердер ги прави един от трите отбора от северната оберлига, заедно с Хамбург и Айнтрахт Брауншвайг, които получават правото да участват в новосформираната Първа Бундеслига на Германия от 1963 г.
Най-значимото постижение в следвоенния период е спечелването на Купата на Германия през 1961 г. след победа с 2:0 на финала срещу Кайзерслаутерн с голове на Шрьодер и Ягелски. Трофеят дава право на Вердер да участва в европейския турнир за Купата на носителите на национални купи, където бременци отстраняват датския представител АГФ Орхус след две победи. На четвъртфинала германците са елиминирани от испанския Атлетико Мадрид.
Отборът получава прякора „Сфинксът от Севера“, поради непостоянното си представяне и куриозът, че често побеждава силни противници и губи от доста по-слаби такива. По това време заплатите в отбора са ограничени до 320 германски марки на месец, което често не било достатъчно за ежедневните нужди на футболистите. Поради това много играчи на Вердер работят в американска тютюнева фабрика, която подкрепя финансово клуба. Така бременският отбор си спечелва псевдонима „Тексаската единадесеторка“.
Известни футболисти от периода на оберлигата са Арнолд Шюц, Хорст Гемхард, Рихард Акершот, Хорст Щанге, Макс Лоренц, Вили Шрьодер, Вили Зоя, Хелмут Ягелски и вратарят Драгомир Илич.

### 1963 – 1971: Върхове и падения в Първа Бундеслига
През 1963 г. Вердер Бремен е един от съ-основателите на Първа Бундеслига. През първия сезон на новосформираната дивизия и шестимата вратари на бременци се контузват, което налага завръщането на терена на прекратилия кариерата си Драгомир Илич. Отборът завършва шампионата на средняшкото десето място и никой не подозира какво ще се случи през следващия сезон. Тогава град Бремен чества 1000 години от основаването си и сякаш поради това Вердер „напълно изненадващо“ за първи път в историята си става шампион на Германия. Вердерци поемат водачеството в класирането след 17. кръг на първенството и не го изпускат до края. Един отбор „без звезди“ постига този успех с помощта на новопривлечените Хорст-Дитер Хьотгес, националния футболист Хайнц Щайнман и Клаус Матишак.
След сензационния си триумф, отборът успява да финишира четвърти в последващия сезон, а през 1966/67 само четири точки разделят Вердер от изпадащите отбори. Значимо е постижението на отбора през 1967/68, когато от последното място в таблицата след първите кръгове, той успява да се съвземе и да завърши като вицешампион. Въпреки това Вердер не успява да се утвърди като един от силните германски клубове: силни игри са последвани от лоши резултати и съществуване в ниските етажи на класирането в Първа Бундеслига.
По време на срещата между Вердер и водача в класирането Борусия Мьонхенгладбах на 3 април 1971 г. се стига до куриозен момент в историята на германския футбол. Малко преди края на мача, при резултат 1:1 двама футболисти, водени от инерцията, падат в мрежата на вратата на Вердер, която се чупи от силата на техните тела, оплетени в мрежата. Усилията на домакините от Борусия да поправят вратата не са подкрепени от гостите, които са доволни от резултата, и след известно време главният съдия прекратява срещата. Впоследствие Германският футболен съюз присъжда служебна победа на Вердер, тъй като „домакините не са осигурили нормални условия за провеждането на двубоя“.
Значимите футболисти на Вердер през първите години на Бундеслигата, освен вече споменатите, са Арнолд Шюц, Гюнтер Бернард, Йозеф Пионтек и Макс Лоренц.

### 1971 – 1980: Упадък
След като тимът на Вердер изпада в криза и се представя посредствено в първенството, местната индустрия се опитва да инвестира в отбора и да привлече нови класни футболисти от сезон 1971/72. Екипите на бременци се променят от традиционните зелено-бели в червено-бели, каквито са и цветовете на провинция Бремен. Без някаква ясна концепция и без предварителната координация между треньор и ръководство множество известни играчи от Първа Бундеслига са привлечени във Вердер, а разходите за заплати на клуба се увеличават неимоверно. Привличането на легендарния плеймейкър Гюнтер Нецер се проваля само защото искането на футболиста да поеме клубнто списание „Вердер-Ехо“ не е изпълнено. Поради неразумно високите трансфер Вердер изпада в тежка финансова ситуация и години по-късно страда от недостиг на средства поради множеството си дългове. Успехите така и не се постигат, а за сметка на това парите за нови играчи са ограничени до 100 000 германски марки от следващия сезон. През първенството на 1971/72 четирима треньори се сменят начело на Вердер, а „звездната формация“ показва само епизодични силни игри. Сезонът завършва на разочароващото 11. място.
След тази година Вердер се превръща в „сивата мишка“ на германското първенство и се представя посредствено, попадайки в борба за оцеляване в Първа Бундеслига. През 1974/75 изпадането е близо и пет кръга преди края бременци се намират между последните три отбора. Направената треньорска смяна, водеща до назначаването на Ото Рехагел спасява Вердер от изпадане във Втора Бундеслига само с една точка преднина от 16. място. Вердер не успява да се спаси през сезон 1979/80 обаче, когато завършва на предпоследното място и отпада от Първа Бундеслига. Катастрофалният баланс на отбора при гостуванията се оказва решаващ и след една победа, едно равенство и шестнадесет загуби (десет от които с четири и повече допуснати гола) извън Везерщадион бременци губят мястото си в елита. От 1971 до 1980 г. решаващи за оцеляването на Вердер в германската първа дивизия са силните домакинства на отбора, а в този период се сменят общо девет наставници, някои от които ръководят тима само за няколко седмици или месеца.
Към малкото отличили се играчи от Вердер през 70-те години спадат Пер Рьонтвед и Дитер Бурденски, който попада в състава на германския национален отбор за Световното първенство в Аржентина през 1978 г.

### 1980 – 1987: Изграждането на един топотбор
През единствения втородивизионен сезон в клубната история на Вердер 1980/81, отборът се ръководи от Куно Кльотцер и Ото Рехагел и въпреки сериозния зрителски отлив бременци се завръщат в Първа Бундеслига. Освен първото място в крайното класиране Вердер регистрира и най-доброто постижение за втородивизионен тим – 30 победи, 8 равенства и само 4 загуби. Треньорът Кльотцер напуска поста си през март 1981 г. поради здравословни проблеми и е заменен от Ото Рехагел. Рехагел, заедно със спортния директор на клуба Вили Лемке, изгражда постепенно един боеспособен отбор през следващите сезони го превръща в един от силните отбори на Германия през 80-те и началото на 90-те години. При конкуренцията на Байерн Мюнхен Вердер дори е по-успешният отбор в определени периоди и от това време датира и съперничеството между тези два тима. В срещата между двата отбора на 21 август 1982 г. футболистът на бременския отбор Уве Райндерс отбелязва гол след странично хвърляне, като преди това баварският страж Жан-Мари Пфаф докосва топката, така че голът се признава. През същата година на Везерщадион за заместник на Ервин Костеде е привлечен нападателят Руди Фьолер, голмайстор на Втора Бундеслига в предходния сезон. Привличането на Фьолер всъщност е „резервен“ вариант за ръководството на Вердер, тъй като трансферът на желания нападател Дитер Шацшнайдер пропада. Фьолер обаче става първият футболист, който последователно печели голмайсторските призове на Втора и Първа Бундеслига в две последователни години.
Между 1982 и 1987 г. Вердер играе атрактивен и нападателен футбол и шест пъти завършва в челната петица в първенството на Германия, а с това и класиране за европейските клубни турнири, но така и не успява да спечели трофей. През сезоните 1982/83 и 1985/86 шампионската титла е изпусната само поради по-лоша голова разлика, а особено драматична е ситуацията през 1986 г., когато в предпоследния кръг в мача срещу директния претендент за титлата – Байерн Мюнхен, Михаел Куцоп пропуска дузпа в 88. минута, реализирането на която би означавало предсрочно първо място. Четири дни по-късно Вердер проиграва и втория си шанс да стане шампион: след като дори равенство е достатъчно на тима от Везерщадион за получаването на сребърната шампионска салатиера, зелено-белите губят гостуването си на Щутгарт и Байерн Мюнхен за пореден път става шампион. За пропусналия наказателен удар срещу „баварците“ Куцоп това остава единствения пропуск от бялата точка в кариерата на футболиста, след като реализира над 40 дузпи.
През този период сред футболистите на Вердер се отличават Руди Фьолер (голмайстор в Първа Бундеслига през 1983 г.), Клаус Фихтел, Бруно Пецей, Джони Отен, Томас Шааф, Волфганг Зидка, Бено Мьолман, Норберт Майер, Франк Орденвиц и Уве Райндерс.

### 1987 – 1995: Титли и успехи
След като Вердер се утвърждава като един от водещите германски отбори, но въпреки това не успява да спечели трофей, между 1987 и 1995 г. бременци, под ръководството на Ото Рехагел, печелят множество отличия и достигат нови върхове. През сезон 1987/88 Вердер подобрява рекорда в Първа Бундеслига за най-малко допуснати голове и с железната си защита триумфира с шампионската титла. Дефанзивната линия, съставена от Рюне Братсет, Улрих Боровка, Гунар Зауер, Джони Отен и Томас Шааф, подкрепена от вратаря Оливер Рек играе отлично, а нападението е водено от Карл-Хайнц Ридле, който отбелязва 14 гола в 17 мача през пролетния полусезон на първенството. Вердер е водач в класирането след изиграването на 27 от общо 34 кръга, а теоретически си осигурява титлата след 31. си двубой.
В сезона след спечелването на титлата, отборът завършва трети и си осигурява ново европейско участие за Купата на УЕФА. В третия кръг на надпреварата Вердер се изправя срещу италианския Наполи, където играят едни от най-добрите футболисти в света като Джанфранко Дзола, Карека, Алемао и Диего Марадона. Германците печелят гостуването си в Италия с 3:2, а на реванша разгромяват неаполитанците с 5:1 и този успех се счита за един от най-значимите в клубната история на бременския отбор. През 1989, 1990 и 1991 г., Вердер е финалист за Купата на Германия, но успяват да я спечелят само през 1991 г. и то след изпълнение на дузпи срещу Кьолн.
През кампанията 1991/92 отборът завършва на разочароващото девето място в Първа Бундеслига, където вече участват и тимове от бившата ГДР, но това средняшко постижение е засенчено от спечелването на Купата на носителите на европейски купи, което е най-значимият европейски успех в историята на Вердер. По пътя към финала са отстранени отбори като Галатасарай, Брюж, а във финалната среща бременци се налагат над френския Монако. Клаус Алофс, днешният спортен директор на Вердер, отбелязва победния гол малко преди почивката за крайното 1:0.
Нова титла на Германия е спечелена през 1992/93, когато Вердер за първи път поема водачеството в класирането кръг преди края и с точка преднина завършва на първо място. През сезона изгряват звездите на новозеландеца Уинтън Руфър и на австрийския плеймейкър Андреас Херцог. Спечеленото първенство дава право на участие в първото издание на Шампионската лига на Европа, в квалификациите за която бременци отстраняват българския шампион Левски София. В груповата фаза германците попадат в група с италианския Милан и португалския Порто и не успяват да преодолеят този етап, за разлика от съперниците си.
През 1994 г. Вердер отново печели Купата на Германия, като се налага над втородивизионния Рот-Вайс Есен, достигнали геройски до последния мач в надпреварата.
Сезон 1994/95 е последният под ръководството на Ото Рехагел, а титлата е изпусната след загуби с 2:4 от Шалке 04 и 1:3 от Байерн Мюнхен в последните кръгове.
През този период значими футболисти за бременския клуб, освен вече споменатите, са Дитер Айлтс, Томас Волтер, Мирослав Вотава, Гюнтер Херман, Франк Нойбарт и Марко Боде.

### 1995 – 1999: Краят на една епоха
След вицешампионското звание през 1995 г. Ото Рехагел напуска треньорския пост във Вердер Бремен след 14 години начело на тима, а без него успешният период на бременския клуб приключва. През втората половина на 90-те години отборът се движи в средата на класирането и често сменя своя треньор – като наставници се сменят Аад де Мос, Ханс-Юрген Дьорнер и Волфганг Зидка. Най-лошо протича сезон 1998/99, когато след слабо начало на кампанията Вердер се закотвя в дъното на класирането и остава там през по-голямата част от годината. С идването на треньора Феликс Магат тимът подобрява играта си и успява да напусне зоната на изпадащите отбори. Кризата в представянето на отбора е предпоставка за оттеглянето на клубното ръководство в лицето на президента Франц Бьомерт (работил 30 години в клуба), вицепрезидента Клаус-Дитер Фишер, спортния директор Вили Лемке и финансовия директор Манфред Мюлер. Това проправя пътя на нови хора в управлението на Вердер, които стоят в основата на бъдещото възходящо развитие.
Оттеглянето на ръководството води и до освобождаването на Феликс Магат, под чиито наставления Вердер е загубил домакинството си на прекия конкурент за оставане в дивизията Айнтрахт Франкфурт. В условията на изострена борба за оцеляване за треньор до края на сезона е назначен успешният наставник на аматьорската формация Томас Шааф. Той е в клуба като футболист и треньор от 1972 г. и е част от успешния отбор на Вердер от 80-те и началото на 90-те години. Въпреки че е представен като временно решение на треньорския въпрос в клуба, Шааф извежда отбора си до 3 победи в последните 4 мача и осигурява оставането в Първа Бундеслига, а с това и финансовата стабилност на клуба. Малко след спечелената битка за оцеляване Вердер Бремен изненадващо печели Купата на Германия след равенство в редовното време и изпълнение на дузпи срещу Байерн Мюнхен.
Добрите резултати на Томас Шааф му осигуряват дългосрочен договор с Вердер и именно той в бъдеще изгражда отбор със собствен атакуващ стил и успехи на футболния терен.
През периода се отличават както ветераните Андреас Херцог, Дитер Айлтс, Мирослав Вотава и Марко Боде, така и по-младите футболисти Франк Рост, Рафаел Вики, Торстен Фрингс, Хани Рамзи, Юри Максимов, Марио Баслер, Владимир Бесчастних и Раде Богданович.

### 1999 – 2004: Ново начало и спечелване на дубъла
Под ръководството на дуото Томас Шааф (треньор) и Клаус Алофс (спортен директор) Вердер все повече и повече се утвърждава в челото на германския клубен футбол. Между 1999 и 2003 г. се поставят основите на силен офанзивен тим, играещ атрактивно и с директни подавания. За потенциала на бременци говорят постигането на финала за Купата на Германия през 2000 г. и спечелването на най-много точки през календарната 2001 г. Отборът се класира в турнира за Купата на УЕФА през 2001/02, без да постигне нещо значимо. В германското първенство добрите поредици от резултати се обезличават от лоши представяния в края на сезона и липсващото постоянство довежда до отпадане от призовите места. Младите и перспективни играчи на Вердер напускат клуба за значителни трансферни суми, осигуряващи стабилно финансово положение. Особено доходоносни са трансферите на Рафаел Вики през 2000 г., Франк Рост, Торстен Фрингс и Клаудио Писаро през 2002 г. След напускането на отбора от Андреас Херцог и Андре Виденер през 2001 г., Марко Боде остава последният останал футболист от „златната ера“ под ръководството на Ото Рехагел. Сезонът 2002/03 носи шестото място на Вердер и отборът пропуска класиране за европейските клубни турнири, но в отбора е привлечен френският плеймейкът Жоан Мику, превърнал се в ключова фигура в играта на Вердер. На 31 март 2002 г. в срещата срещу Ханза Росток, завършила 3:3, вратарят на бременци Франк Рост става един от двамата вратари в Първа Бундеслига, отбелязали гол след игрово положение.
От 27 май 2003 г. професионалният футболен отбор на Вердер Бремен е отделен от другите спортни отделения на клуба и преобразуван в командитно дружество с акции.
Сезонът 2003/04 започва с шокиращото отпадане за турнира Интертото от австрийския провинциален Пашинг, но в края си се превръща в най-успешния за Вердер в историята на клуба на национално ниво. Съставът е подкрепен от опитните Андреас Райнке, Юмит Давала и Валериен Исмаел, а Вердер започва надпреварата добре, движейки се в челната група от отбори в таблицата. От 16. кръг до края на първенството бременците са водачи в класирането, а в края преднината им възлиза на цели 11 точки пред втория, изградена след серия от 23 мача без загуба. Победата с 3:1 като гост над вицешампиона Байерн Мюнхен в 32. кръг ги прави и най-добрият гост в историята на Бундеслигата в рамките на един сезон. Бразилският нападател на отбора Аилтон става голмайстор на първенството със своите 28 попадения.
След края на първенството Вердер печели и Купата на Германия след победа с 3:2 над Алемания Аахен и това им осигурява исторически за клуба дубъл, с какъвто могат да се похвалят само Кьолн и Байерн Мюнхен.

### 2004-днес: Утвърждаване като водещ отбор
През сезон 2004/05 Вердер привлича нападателя Мирослав Клозе, който трябва да замени напусналия Аилтон. Първенството приключва с трето място в Първа Бундеслига и полуфинал за Купата на Германия, които утвърждават бременци в челото на германския футбол. В групите на Шампионската лига Вердер завършва на второ място и така изхвърля актуалния носител на Купата на УЕФА Валенсия от надпреварата, но на 1/8 финала е разгромен от френския гранд Олимпик Лион.
Възходящото развитие продължава и през последвалата кампания 2005/06, когато Торстен Фрингс се завръща на Везерщадион, а в посока Бремен е привлечен и бразилския централен защитник Налдо. Отборът става вицешампион, а Мирослав Клозе – голмайстор на първенството. За Купата на Германия Вердер е отстранен от Санкт Паули на 1/4 финал при тежки за игра зимни условия на Милернтор. В Шампионската лига тимът е близо до отстраняването на италианския Ювентус, след като печели първата среща в Германия с 3:2, а на реванша на Деле Алпи при резултат 1:1 вратарят на бременци Тим Визе допуска груба грешка в 88-ата минута като изпуска топката и това води до крайното 1:2 и елиминирането на германския вицешампион.
След напускането на френския плеймейкът Жоан Мику за сезон 2006/07 като негов заместник е привлечен младият бразилец Диего, заедно с Уго Алмейда, Клеменс Фриц, Пер Мертезакер, Пиер Воме и Маркус Русенбери. Сумата за новите футболисти е около 17 милиона евро – нещо, което демонстрира финансовото укрепване на клуба. През есенния полусезон Вердер играят отлично и печелят Купата на лигата, както и първия полусезон на първенството. В началото на пролетния полусезон обаче тимът изпада в криза, Клозе не играе на познатото ниво, а важни футболисти получават контузии. Така в края бременци завършват трети, като са изпреварени от Шалке 04 и шампиона Щутгарт. В „групата на смъртта“ на Шампионската лига германците се изправят срещу актуалния носител на трофея Барселона, английския шампион Челси и българския първенец Левски София. 10-те точки от 6 мача не са достатъчни на Вердер да продължи напред, но бременският отбор става най-добрият трети отбор в историята на турнира. Той продължава европейското си участие за Купата на УЕФА, където е спрян на полуфинала от испанския Еспаньол.
Мирослав Клозе напуска Вердер през лятото на 2007 г. и отива в Байерн Мюнхен като нападението на бременци е формирано от Бубакар Саного и закупения за 7,8 милиона евро бразилец Карлос Алберто – най-скъпата покупка в историята на „зелено-белите“, която обаче не оправдава очакванията. Въпреки постоянните контузии, които преследват отбора Вердер завършва есенния дял на сезон 2007/08 с равни точки с първия Байерн, а в 8-ия кръг е постигната историческа победа с 8:1 над Арминия Билефелд. Лошите резултати на отбора в началото на есенния полусезон пропиляват шанса за титлата, но серия от осем поредни срещи без загуба в края на първенството носи заслуженото второ място. Показателен за офанзивния футбол, демонстриран от Вердер е фактът, че 20 различни играчи със зелената фланелка отбелязват поне един гол през първенството – рекорд за Първа Бундеслига. Бременци отпадат в третия предварителен кръг за Шампионската лига, а за Купата на УЕФА и за Купата на Германия са отстранени на 1/8 финалите.
Съставът за сезон 2008/09 претърпява малки промени, като единствено Тим Боровски преминава в Байерн Мюнхен със свободен трансфер. В атаката на отбора се завръща бившият стрелец на Вердер Клаудио Писаро, взет под наем от лондонския Челси. Представянето за първенство е доста по-слабо в сравнение с предходните години и отборът завършва десети, но все така играе нападателно като в пет от своите срещи вкарва по пет гола – нещо, което не се отдава на никой друг бундеслигист. Бременският тим отпада в групите на Шампионската лига, но все пак продължава участието си за Купата на УЕФА. Там той отстранява последователно Милан, Сен Етиен, Удинезе и кръвния враг Хамбург и достига до финала на турнира, игран в Истанбул. Решителната среща е загубена с 1:2 след продължения срещу украинския Шахтьор Донецк, но Вердер се реваншира на привържениците си и спечелва Купата на Германия след 1:0 над Байер Леверкузен. През лятната пауза полузащитната линия на тима претърпява радикална промяна, след като дългогодишният капитан на тима Франк Бауман прекратява кариерата си, а бразилският плеймейкър Диего е продаден на Ювентус. Капитанската лента получава Торстен Фрингс, а на Везерщадион пристигат перспективните Марко Марин от Борусия Мьонхенгладбах и Марсело Морено от Шахтьор Донецк. Селекцията е завършена след завръщането на Тим Боровски и Клаудио Писаро.

## Успехи

### Шампионати
- Шампион на Германия (4): 1965, 1988, 1993, 2004;
- Вицешампион на Германия (7): 1968, 1983, 1985, 1986, 1995, 2006, 2008;
- Вицешампион на Оберлига Север (5): 1959, 1960, 1961, 1962, 1963;
- Долносаксонски първенец (1): 1947;
- Първенец в Гаулига Долна Саксония (4): 1934, 1936, 1937, 1942;
- Вицепървенец на Гаулига Долна Саксония (1): 1935;
- Вицепървенец на Гаулига Везер-Емс (1): 1943;
- Първенец на Западния окръг (1): 1923;
- Вицепървенец на Западния окръг (3): 1926, 1927, 1928;
- Шампион на Германия по футзал (1): 1989.

### Купи
- Носител на Купата на Германия (6): 1961, 1991, 1994, 1999, 2004, 2009;
- Финалист за Купата на Германия (3): 1989, 1990, 2000;
- Победител за германската суперкупа (3): 1988, 1993, 1994;
- Носител на Купата на лигата (1): 2006.

### Международни успехи
- Носител на Купата на носителите на национални купи (1): 1992;
- Финалист за Купата на УЕФА (1): 2009;
- Полуфиналист за Купата на УЕФА (3): 1988, 1990, 2007;
- Победител в турнира на УЕФА Интертото (1): 1998;
- Победител в Кирин-Къп (2): 1982, 1986.

### Успехи на аматьорите
- Аматьорски шампион на Германия (3): 1966, 1985, 1991 (рекорд*)
- Носител на купата на провинция Бремен (20): 1969, 1971, 1976, 1982, 1983, 1987, 1989, 1990, 1992, 1993, 1994, 1995, 1997, 1998, 1999, 2000, 2001, 2002, 2004, 2007 (рекорд)

*0заедно с Хановер 96 и Юлих 1910

### Лични

#### Голмайстори на Първа Бундеслига
| Футболист      | Сезон   | Брой голове |
| -------------- | ------- | ----------- |
| Руди Фьолер    | 1982/83 | 23          |
| Марио Баслер*  | 1994/95 | 20          |
| Аилтон         | 2003/04 | 28          |
| Мирослав Клозе | 2005/06 | 25          |
| Никлас Фюлкруг | 2022/23 | 16          |

*0заедно с Хайко Херлих, Борусия Мьонхенгладбах

#### Футболисти на годината
| Футболист      | Германия | Чужбина          |
| -------------- | -------- | ---------------- |
| Руди Фьолер    | 1983     |                  |
| Уинтън Руфър   |          | 1989 (Океания)   |
| Уинтън Руфър   |          | 1990 (Океания)   |
| Рюне Братсет   |          | 1991 (Норвегия)  |
| Рюне Братсет   |          | 1992 (Норвегия)  |
| Уинтън Руфър   |          | 1992 (Океания)   |
| Рюне Братсет   |          | 1994 (Норвегия)  |
| Аилтон         | 2004     |                  |
| Мирослав Клозе | 2006     |                  |
| Петри Пасанен  |          | 2008 (Финландия) |

### Важни срещи и състави
Списък с важните срещи и съставите на Вердер Бремен през годините

### Куриозни мачове и „Чудесата на Везер“
Вердер Бремен е известен с т.нар. „Чудеса на Везер“ – срещи от европейските клубни турнири, които изглеждат предрешени с оглед на резултата или играта на бременци от първия двубой и въпреки това обърнати в срещата реванш. Тези обрати носят славата на Вердер в цяла Германия като корав съперник на европейската сцена.
- През сезон 1987/88 Вердер Бремен губи от Спартак Москва с 1:4, но на Везерщадион ги побеждава със същия резултат и в крайна сметка надделява след продължения с 6:2. Поради гъстата мъгла по време на двубоя зрителите и длъжностните лица се опасяват до последния момент, че съдията ще прекъсне мача и ще насрочи преиграване.
- През сезон 1988/89 Вердер губи от Динамо Берлин с 0:3 в турнира за Купата на Европейските шампиони, но след това разгромява източногерманците с 5:0 след нападателен и резултатен футбол.
- През сезон 1993/94 бременци изостават от белгийския първенец Андерлехт с 0:3 до 66. минута в среща от групите на Шампионската лига. Накрая Вердер печели с 5:3.
- През сезон 1999/2000 Вердер губи първата среща от Олимпик Лион с 0:3, но на реванша печели с 4:0.
- В осминафинална среща от Шампионската лига през сезон 2005/06 Вердер изостава от Ювентус три минути преди края на мача с 1:2, но с голове в 87. и 92. минута германците изтръгват победата.

Подобни по развитие са и европейските срещи срещу норвежкия СК Бран (1998 г., 0:2, 4:0 сл. прод.) и турския Анталияспор (2000 г., 0:2, 6:0).
Неосъществени обрати се получават през сезон 1986/87 от Купата на УЕФА, когато Вердер губи първия мач срещу Атлетико Мадрид с 0:2 и на реванша повежда със същия резултат, малко преди края на срещата удря греда, но допуска гол в продълженията и така отпада. Две години по-рано в същия турнир зелено-белите губят от Андерлехт с 0:1, но на реванша повеждат с 2:0 чрез две попадения на Волфганг Зидка. След това голмайсторът на германския тим си отбелязва автогол и отборът му е елиминиран. На 1 май 1984 г. се играе полуфинална среща за Купата на Германия между Вердер Бремен и Борусия Мьонхенгладбах. Гладбахци повеждат с 3:1 в 76. минута, но само 6 минути по-късно бременци вече водят с 4:3. В последната минута на срещата току-що влезлият в игра за „жребчетата“ Ханс-Йорг Кринс изравнява резултата и в продълженията отбелязва победното попадение за отбора от Рурската област.

### Вердер Бремен в Европа
- ПО = Плей-Оф
- Кв. = Квалификация
- ГФ = Групова фаза
- 1. Кр. = Първи кръг
- 2. Кр. = Втори кръг
- 1/8 = Осминафинал
- 1/4 = Четвъртфинал
- 1/2 = Полуфинал
- Ф = Финал

| Сезон   | Турнир          | Кръг   | Страна        | Клуб               | Резултат              |
| ------- | --------------- | ------ | ------------- | ------------------ | --------------------- |
| 1961/62 | КНК             | 1/8    |               | АГФ Орхус          | 2 – 0, 3 – 2          |
|         |                 | 1/4    |               | Атлетико Мадрид    | 1 – 1, 1 – 3          |
| 1965/66 | КЕШ             | Кв.    |               | АПОЕЛ Никозия      | 5 – 0, 5 – 0          |
|         |                 | 1/8    | Знаме на СФРЮ | Партизан Белград   | 0 – 3, 1 – 0          |
| 1982/83 | Купа на УЕФА    | 1. Кр. |               | Форвертс Берлин    | 3 – 1, 0 – 2          |
|         |                 | 2. Кр. |               | ИК Браге           | 2 – 0, 6 – 2          |
|         |                 | 1/8    |               | ФК Дънди Юнайтед   | 1 – 2, 1 – 1          |
| 1983/84 | Купа на УЕФА    | 1. Кр. |               | Малмьо             | 1 – 1, 2 – 1          |
|         |                 | 2. Кр. |               | Локомотив Лайпциг  | 0 – 1, 1 – 1          |
| 1984/85 | Купа на УЕФА    | 1. Кр. |               | Андерлехт          | 0 – 1, 2 – 1          |
| 1985/86 | Купа на УЕФА    | 1. Кр. |               | Черноморец Одеса   | 1 – 2, 3 – 2          |
| 1986/87 | Купа на УЕФА    | 1. Кр. |               | Атлетико Мадрид    | 0 – 2, 1 – 2          |
| 1987/88 | Купа на УЕФА    | 1. Кр. |               | Мьондален ИФ       | 5 – 0, 0 – 1          |
|         |                 | 2. Кр. |               | Спартак Москва     | 1 – 4, 6 – 2          |
|         |                 | 1/8    |               | Динамо Тбилиси     | 2 – 1, 1 – 1          |
|         |                 | 1/4    |               | Верона             | 1 – 0, 1 – 1          |
|         |                 | 1/2    |               | Байер Леверкузен   | 0 – 1, 0 – 0          |
| 1988/89 | КЕШ             | 1. Кр. |               | Динамо Берлин      | 0 – 3, 5 – 0          |
|         |                 | 1/8    |               | Селтик             | 1 – 0, 0 – 0          |
|         |                 | 1/4    |               | Милан              | 0 – 0, 0 – 1          |
| 1989/90 | Купа на УЕФА    | 1. Кр. |               | Лилестрьом СК      | 3 – 1, 2 – 0          |
|         |                 | 2. Кр. |               | Аустрия Виена      | 5 – 0, 0 – 2          |
|         |                 | 1/8    |               | Наполи             | 3 – 2, 5 – 1          |
|         |                 | 1/4    |               | Луик               | 4 – 1, 0 – 2          |
|         |                 | 1/2    |               | Фиорентина         | 1 – 1, 0 – 0          |
| 1991/92 | КНК             | 1. Кр. |               | Бакау              | 6 – 0, 5 – 0          |
|         |                 | 1/8    |               | Ференцварош        | 3 – 2, 1 – 0          |
|         |                 | 1/4    |               | Галатасарай        | 2 – 1, 0 – 0          |
|         |                 | 1/2    |               | Брюж               | 3 – 1, 1 – 1          |
|         |                 | Ф      |               | Монако             | 2 – 1                 |
| 1992/93 | КНК             | 1. Кр. |               | Хановер 96         | 3 – 1, 1 – 2          |
|         |                 | 1/8    |               | Спарта Прага       | 2 – 3, 0 – 1          |
| 1993/94 | Шампионска лига | 1. Кр. |               | Динамо Минск       | 5 – 2, 1 – 1          |
|         |                 | 2. Кр. |               | Левски София       | 2 – 2, 1 – 0          |
|         |                 | ГФ     |               | Порто              | 2 – 3, 0 – 5          |
|         |                 | ГФ     |               | Андерлехт          | 5 – 3, 2 – 1          |
|         |                 | ГФ     |               | Милан              | 1 – 2, 1 – 1          |
| 1994/95 | Europacup II    | 1. Кр. |               | Макаби Тел Авив    | 0 – 0, 2 – 0          |
|         |                 | 1/8    |               | Фейенорд           | 0 – 1, 3 – 4          |
| 1995/96 | Купа на УЕФА    | 1. Кр. |               | ФК Гленейвън       | 2 – 0, 5 – 0          |
|         |                 | 2. Кр. |               | Динамо Минск       | 5 – 0, 1 – 2          |
|         |                 | 1/8    |               | ПСВ Айндховен      | 1 – 2, 0 – 0          |
| 1996    | Интертото       | ГФ     |               | ЛАСК Линц          | 1 – 3                 |
|         |                 | ГФ     |               | Юргорден           | 3 – 2                 |
|         |                 | ГФ     |               | Аполон Лимасол     | 2 – 0                 |
|         |                 | ГФ     |               | Б68 Тофтир         | 2 – 0                 |
| 1997    | Интертото       | ГФ     |               | Истанбулспор       | 0 – 0                 |
|         |                 | ГФ     |               | Вашаш Будапеща     | 0 – 2                 |
|         |                 | ГФ     |               | Йостерш ИФ         | 2 – 1                 |
|         |                 | ГФ     |               | Университате Рига  | 3 – 0                 |
| 1998    | Интертото       | 2. Кр. |               | Инкарас Каунас     | 4 – 1, 1 – 0          |
|         |                 | 3. Кр. |               | СК Ломел           | 3 – 1, 2 – 1          |
|         |                 | 1/2    |               | Самсунспор         | 3 – 0, 3 – 0          |
|         |                 | Ф      |               | Войводина Нови Сад | 1 – 0, 1 – 1          |
| 1998/99 | Купа на УЕФА    | 1. Кр. |               | СК Бран            | 0 – 2, 4 – 0 сл.прод. |
|         |                 | 2. Кр. |               | Олимпик Лион       | 1 – 1, 2 – 3          |
| 1999/00 | Купа на УЕФА    | 1. Кр. |               | ФК Будьо/Глимт     | 5 – 0, 1 – 1          |
|         |                 | 2. Кр. |               | ФК Викинг          | 1 – 1, 2 – 2          |
|         |                 | 3. Кр. |               | Олимпик Лион       | 0 – 3, 4 – 0          |
|         |                 | 1/8    |               | Парма              | 0 – 1, 3 – 1          |
|         |                 | 1/4    |               | Арсенал            | 0 – 2, 2 – 4          |
| 2000/01 | Купа на УЕФА    | 1. Кр. |               | Анталияспор        | 0 – 2, 6 – 0          |
|         |                 | 2. Кр. |               | Расинг Генк        | 4 – 1, 5 – 2          |
|         |                 | 3. Кр. |               | Бордо              | 1 – 4, 0 – 0          |
| 2001    | Интертото       | 3. Кр. |               | Гент               | 2 – 3, 1 – 0          |
| 2002/03 | Купа на УЕФА    | 1. Кр. |               | Металург Донецк    | 2 – 2, 8 – 0          |
|         |                 | 2. Кр. |               | Витес Арнем        | 1 – 2, 3 – 3          |
| 2003    | Интертото       | 3. Кр. |               | Ница               | 0 – 0, 1 – 0          |
|         |                 | 1/2    |               | Пашинг             | 0 – 4, 1 – 1          |
| 2004/05 | Шампионска лига | Гф     |               | Интер Милано       | 0 – 2, 1 – 1          |
|         |                 | ГФ     |               | Валенсия           | 2 – 1, 2 – 0          |
|         |                 | ГФ     |               | Андерлехт          | 2 – 1, 5 – 1          |
|         |                 | 1/8    |               | Олимпик Лион       | 0 – 3, 2 – 7          |
| 2005/06 | Шампионска лига | Кв.3   |               | Базел              | 1 – 2, 3 – 0          |
|         |                 | ГФ     |               | Барселона          | 0 – 2, 1 – 3          |
|         |                 | ГФ     |               | Панатинайкос       | 1 – 2, 5 – 1          |
|         |                 | ГФ     |               | Удинезе            | 1 – 1, 4 – 3          |
|         |                 | 1/8    |               | Ювентус            | 3 – 2, 1 – 2          |
| 2006/07 | Шампионска лига | ГФ     |               | Челси              | 0 – 2, 1 – 0          |
|         |                 | ГФ     |               | Барселона          | 1 – 1, 0 – 2          |
|         |                 | ГФ     |               | Левски София       | 2 – 0, 3 – 0          |
| 2006/07 | Купа на УЕФА    | 3. Кр. |               | Аякс Амстердам     | 3 – 0, 1 – 3          |
|         |                 | 1/8    |               | Селта Виго         | 1 – 0, 2 – 0          |
|         |                 | 1/4    |               | АЗ Алкмаар         | 0 – 0, 4 – 1          |
|         |                 | 1/2    |               | Еспаньол           | 0 – 3, 1 – 2          |
| 2007/08 | Шампионска лига | Кв.3   |               | Динамо Загреб      | 2 – 1, 3 – 2          |
|         |                 | ГФ     |               | Реал Мадрид        | 1 – 2, 3 – 2          |
|         |                 | ГФ     |               | Олимпиакос         | 1 – 3, 0 – 3          |
|         |                 | ГФ     |               | Лацио              | 2 – 1, 1 – 2          |
| 2007/08 | Купа на УЕФА    | 3. Кр. |               | Спортинг Брага     | 3 – 0, 1 – 0          |
|         |                 | 1/8    |               | Глазгоу Рейнджърс  | 0 – 2, 1 – 0          |
| 2008/09 | Шампионска лига | ГФ     |               | Интер Милано       | 1 – 1, 2 – 1          |
|         |                 | ГФ     |               | Панатинайкос       | 2 – 2, 0 – 3          |
|         |                 | ГФ     |               | Анортозис          | 0 – 0, 2 – 2          |
| 2008/09 | Купа на УЕФА    | 3. Кр. |               | Милан              | 1 – 1, 2 – 2          |
|         |                 | 1/8    |               | Сен Етиен          | 1 – 0, 2 – 2          |
|         |                 | 1/4    |               | Удинезе            | 3 – 1, 3 – 3          |
|         |                 | 1/2    |               | Хамбург            | 0 – 1, 3 – 2          |
|         |                 | Ф      |               | Шахтьор Донецк     | 1 – 2 сл. прод.       |
| 2009/10 | Лига Европа     | ПО     |               | ФК Актобе          | 6 – 3, 2 – 0          |
|         |                 | ГФ     |               | Насионал Мадейра   | 3 – 2                 |
|         |                 | ГФ     |               | Атлетик Билбао     | 3 – 1                 |
|         |                 | ГФ     |               | Аустрия Виена      | 2 – 2, 2 – 0          |

### Рекордни срещи
- Най-изразителни домакински победи: 8:1 срещу Арминия Билефелд (Първа Бундеслига 2007/08),8:1 срещу Кикерс Офенбах (Първа Бундеслига 1983/84), 8:2 срещу Хановер 96 (Първа Бундеслига 1985/86), 7:1 срещу Карлсруе (Първа Бундеслига 1984/85), 6:0 срещу Кьолн (Първа Бундеслига 2005/06), 6:0 срещу Хамбург (Първа Бундеслига 1972/73), 6:0 срещу Херта Берлин (Първа Бундеслига 2007/08), 6:0 срещу 08 Хомбург (Първа Бундеслига 1986/87), 6:0 срещу Щутгарт (Първа Бундеслига 1985/86), 6:0 срещу Борусия Дортмунд (Първа Бундеслига 1984/85), 6:0 срещу Айнтрахт Брауншвайг (Първа Бундеслига 1982/83);
- Най-изразителни победи като гост: 7:0 срещу Борусия Мьонхенгладбах (Първа Бундеслига 1965/66), 6:0 срещу Фрайбург (Първа Бундеслига 2009/10), 6:0 срещу Бохум (Първа Бундеслига 2006/07), 6:0 срещу Фрайбург (Първа Бундеслига 2004/05), 6:0 срещу Щутгартер Кикерс (Първа Бундеслига 1988/89), 7:2 срещу Волфсбург (Първа Бундеслига 1999/00), 6:1 срещу Майнц 05 (Първа Бундеслига 2006/07), 6:1 срещу Шалке 04 (Първа Бундеслига 1965/66), 5:0 срещу Айнтрахт Франкфурт (Първа Бундеслига 2008/01), 7:3 срещу Кикерс Офенбах (Първа Бундеслига 1983/90), 6:2 срещу Айнтрахт Франкфурт (Първа Бундеслига 2006/07), 5:1 срещу Кайзерслаутерн (Първа Бундеслига 2005/06), 5:1 срещу Хановер 96 (Първа Бундеслига 2003/04);
- Най-изразителни домакински загуби: 1:7 срещу Борусия Мьонхенгладбах (Първа Бундеслига 1986/87), 0:5 срещу Кьолн (Първа Бундеслига 1979/80), 0:4 срещу Байерн Мюнхен (Първа Бундеслига 2007/08), 0:4 срещу Борусия Дортмунд (Първа Бундеслига 1996/97), 0:4 срещу Нюрнберг (Първа Бундеслига 1967/68), 0:4 срещу Борусия Мьонхенгладбах (Първа Бундеслига 1967/68), 1:5 срещу Дуисбург (Първа Бундеслига 1993/94), 2:6 срещу Байер Леверкузен (Първа Бундеслига 2003/04), 0:3 срещу Херта Берлин (Първа Бундеслига 2005/06), 0:3 срещу Херта Берлин (Първа Бундеслига 2001/02), 0:3 срещу Ханза Росток (Първа Бундеслига 1998/99), 0:3 срещу Байерн Мюнхен (Първа Бундеслига 1997/98), 0:3 срещу Айнтрахт Франкфурт (Първа Бундеслига 1974/75), 0:3 срещу Карлсруе (Първа Бундеслига 1966/67);
- Най-изразителни загуби като гост: 0:7 срещу Байерн Мюнхен (Първа Бундеслига 1979/80), 0:7 срещу Айнтрахт Франкфурт (Първа Бундеслига 1963/64), 2:9 срещу Айнтрахт Франкфурт](Първа Бундеслига 1981/82), 0:6 срещу Байерн Мюнхен (Първа Бундеслига 1968/69), 1:7 срещу Айнтрахт Франкфурт (Първа Бундеслига 1976/77), 0:5 срещу Кьолн (Първа Бундеслига 1991/92), 0:5 срещу Хамбургер ШФ (Първа Бундеслига 1981/82), 0:5 срещу Хамбургер ШФ (Първа Бундеслига 1979/80), 0:5 срещу Борусия Дортмунд (Първа Бундеслига 1979/80), 2:7 срещу Кьолн (Първа Бундеслига 1977/78), 0:4 срещу Кайзерслаутерн (Първа Бундеслига 1998/99), 0:4 срещу Борусия Мьонхенгладбах (Първа Бундеслига 1989/90), 0:4 срещу Хамбургер ШФ (Първа Бундеслига 1989/90), 0:4 срещу Щутгарт (Първа Бундеслига 1986/87), 0:4 срещу Хамбургер ШФ (Първа Бундеслига 1983/84), 0:4 срещу Байер Леверкузен (Първа Бундеслига 1979/80), 0:4 срещу Байерн Мюнхен (Първа Бундеслига 1978/79), 0:4 срещу Кайзерслаутерн (Първа Бундеслига 1978/79), 0:4 срещу Борусия Мьонхенгладбах (Първа Бундеслига 1978/79), 0:4 срещу Борусия Мьонхенгладбах (Първа Бундеслига 1977/78), 0:4 срещу Кайзерслаутерн (Първа Бундеслига 1975/76), 0:4 срещу Байерн Мюнхен (Първа Бундеслига 1975/76), 0:4 срещу Дуисбург (Първа Бундеслига 1974/75), 0:4 срещу Тенис Борусия Берлин (Първа Бундеслига 1974/75), 0:4 срещу Кикерс Офенбах (Първа Бундеслига 1973/74).

### Вечно класиране на Първа Бундеслига
На базата на правилото за 3 точки при победа Вердер Бремен, със своите 2386 точки, заема второ място в таблицата след края на сезон 2008/09.

Мачове с български отбори 

## Спартак Плевен
През 1980 година Спартак Плевен играе с Вердер Бремен в турнира Интертото.Първият мач свършва 3:2 в Плевен на стадион Слави Алексиев с два гола на Пламен Гетов,а втория мач приключва 1:0 в Бремен

## Отбори и ръководство

### Професионален отбор за сезон 2009/10
| №             |         | Играч             | Рождена дата   | В отбора от | См      | Кг      | Мач.    | Гол.    | Предишни клубове                                                                                   |
| Вратари       | Вратари | Вратари           | Вратари        | Вратари     | Вратари | Вратари | Вратари | Вратари | Вратари                                                                                            |
| ------------- | ------- | ----------------- | -------------- | ----------- | ------- | ------- | ------- | ------- | -------------------------------------------------------------------------------------------------- |
| 1             |         | Тим Визе          | 17.12.1981     | 2005        | 193     | 89      | 115     | 0       | Кайзерслаутерн, Фортуна Кьолн, Байер Леверкузен, Дюршайд                                           |
| 21            |         | Зебастиан Милиц   | 18.07.1989     | 2005        | 188     | 73      | 0       | 0       | Енерги Котбус, 1919 Нойрупин, Айнтрахт Ораниенбург                                                 |
| 33            |         | Кристиан Фандер   | 24.10.1980     | 2005        | 195     | 90      | 10      | 0       | Бохум, Юрдинген 05, Борусия Мьонхенгладбах                                                         |
| Защитници     |         |                   |                |             |         |         |         |         | |
| 2             |         | Зебастиан Бьониш  | 01.02.1987     | 2007        | 191     | 86      | 40      | 1       | Шалке 04, Рот-Вайс Оберхаузен, Борусия Фелберт, Хайлигенхаус                                       |
| 3             |         | Петри Пасанен     | 24.09.1980     | 2004        | 187     | 84      | 105     | 3       | Портсмут, Аякс Амстердам, Лахти, Хеменлина, Куусиси Лахти                                          |
| 4             |         | Налдо             | 10.09.1982     | 2005        | 198     | 89      | 131     | 16      | Жувентуде, Алворада                                                                                |
| 8             |         | Клеменс Фриц      | 07.12.1980     | 2006        | 183     | 81      | 88      | 2       | Байер Леверкузен, Карлсруе, Рот-Вайс Ерфурт, Лайпцих, Рот-Вайс Ерфурт                              |
| 15            |         | Зебастиан Прьодъл | 21.06.1987     | 2008        | 194     | 90      | 23      | 0       | Щурм Грац, Фелдбах, Кирхберг                                                                       |
| 16            |         | Аймен Абденур     | 06.08.1989     | 2010        | 187     | 84      | 2       | 0       | Сахел Сусе                                                                                         |
| 27            |         | Никлас Андерзен   | 04.08.1988     | 2008        | 191     | 78      | 1       | 0       | Рот-Вайс Есен, Шалке 04, Айнтрахт Франкфурт, Хамбург                                               |
| 29            |         | Пер Мертезакер    | 29.09.1984     | 2006        | 198     | 90      | 89      | 6       | Хановер 96, Патензен                                                                               |
| 41            |         | Доминик Шмид      | 01.07.1987     | 2006        | 187     | 78      | 0       | 0       | Тасмания Гропиусщат, Нордберлин, Райникендорфер Фюксе, Любарс                                      |
| Полузащитници |         |                   |                |             |         |         |         |         | |
| 6             |         | Тим Боровски      | 02.05.1980     | 2009        | 194     | 85      | 176     | 24      | Байерн Мюнхен, Вердер Бремен, Нойбранденбург                                                       |
| 10            |         | Марко Марин       | 13.03.1989     | 2009        | 170     | 64      | 9       | 0       | Борусия Мьонхенгладбах, Айнтрахт Франкфурт, Хьокст                                                 |
| 11            |         | Месут Йозил       | 15.10.1988     | 2008        | 182     | 73      | 48      | 7       | Шалке 04, Рот-Вайс Есен, Фалке Гелзенкирхен, Тойтония Шалке-Норд, Вестфалия 04 Гелзенкирхен        |
| 17            |         | Саид Хюсеинович   | 13.05.1988     | 2009        | 178     | 73      | 3       | 0       | Кайзерслаутерн, Вердер Бремен, Слобода Тузла                                                       |
| 20            |         | Даниел Йенсен     | 25.06.1979     | 2004        | 180     | 73      | 109     | 7       | Реал Мурсия, Хееренвеен, Б93 Копенхаген                                                            |
| 22            |         | Торстен Фрингс    | 22.11.1976     | 2005        | 182     | 80      | 273     | 24      | Байерн Мюнхен, Борусия Дортмунд, Вердер Бремен, Алемания Аахен, Ренания Алсдорф, Рот-Вайс Алсдорф  |
| 25            |         | Петер Нимайер     | 22.11.1983     | 2007        | 191     | 83      | 26      | 1       | Твенте, Борусия Емсдетен, Тойто Рийзенбек                                                          |
| 31            |         | Кевин Артман      | 21.04.1986     | 2001        | 179     | 74      | 0       | 0       | Байерн Мюнхен, Вердер Бремен, Шварц-Вайс Олденбург                                                 |
| 32            |         | Жозе Алекс Икенг  | 30 януари 1988 | 2009        | 186     | 83      | 0       | 0       | Щутгарт, 07 Лудвихсбург, Германия Бийтигхайм, Зерсхайм                                             |
| 44            |         | Филип Баргфреде   | 03.03.1989     | 2004        | 174     | 71      | 8       | 0       | Хееслинген                                                                                         |
| 45            |         | Тимо Пертел       | 11.02.1989     | 1999        | 183     | 73      | 1       | 0       | Зюке                                                                                               |
| Нападатели    |         |                   |                |             |         |         |         |         | |
| 9             |         | Маркус Русенбери  | 27.09.1982     | 2007        | 185     | 80      | 76      | 29      | Аякс Амстердам, Малмьо, Халмстад, Малмьо                                                           |
| 14            |         | Аарън Хънт        | 04.09.1986     | 2001        | 183     | 73      | 86      | 15      | Гослар 08, Окер                                                                                    |
| 19            |         | Зандро Вагнер     | 29.11.1987     | 2010        | 194     | 90      | 0       | 0       | Дуисбург, Байерн Мюнхен, Херта Мюнхен                                                              |
| 23            |         | Уго Алмейда       | 23.05.1984     | 2006        | 191     | 93      | 81      | 25      | Порто, Боавища, Порто, Униао Лейрия, Порто, Униао Лейрия, Порто, Навал                             |
| 24            |         | Клаудио Писаро    | 03.10.1978     | 2009        | 186     | 84      | 89      | 52      | Челси, Вердер Бремен, Челси, Байерн Мюнхен, Вердер Бремен, Алианса Лима, Депортиво Пескеро Чимботе |
| 30            |         | Марко Футач       | 22.02.1990     | 2009        | 196     | 89      | 0       | 0       | Нанси, Ференцварош                                                                                 |
| 43            |         | Паскал Тестрьот   | 26.09.1990     | 2008        | 181     | 71      | 0       | 0       | Шалке 04, Реде, Олюмпия Бохолт                                                                     |
| 46            |         | Онур Айък         | 28 януари 1990 | 2004        | 183     | 77      | 0       | 0       | Виктория Ретем                                                                                     |

### Треньорски щаб за сезон 2009/10
|  | Име              | Длъжност             |
|  | ---------------- | -------------------- |
|  | Томас Шааф       | Старши треньор       |
|  | Волфганг Ролф    | Помощник-треньор     |
|  | Матиас Хьонербах | Помощник-треньор     |
|  | Михаел Крафт     | Треньор на вратарите |
|  | Ян-Бенямин Кугел | Фитнес-треньор       |

### Аматьорски отбор
Вторият отбор на Вердер Бремен участва в германската Трета лига и играе предимно на помощното игрище Везерщадион Плац 11. От 2002 г. бременските аматьори се тренират от дългогодишния футболист на бременци Томас Волтер. Най-значимите успехи на отбора са спечелването на непрофесионалните първенства на Германия през 1966, 1985 и 1991 г. Така Вердер, заедно с Хановер 96 и Юлих 1910, най-много пъти е триумфирал с аматьорската титла на страната. Общо 20 пъти е печелил Купата на провинция Бремен след 1969 г., а с това и се е класирал в първия кръг на турнира за Купата на Германия. През сезон 2007/08 от надпреварата аматьорите на Вердер изненадващо побеждават един от челниците във Втора Бундеслига Кьолн с 4:2, след като изостават с 0:2. През сезона от третодивизионната тогава Регионална лига Север 2006/07 аматьорите дълго време се борят срещу изпадане в четвърта лига и в крайна сметка завършват дори на осмо място от общо 19 тима. През следващата година вторият отбор финишира на петото място и така си осигурява право на участие в новообразуваната Трета лига, заедно с дублиращите тимове на Байерн Мюнхен и ФФБ Щутгарт. Класирането във Втора Бундеслига за вторите отбори на клубовете от първа и втора лига не е позволено според правилата на Германския футболен съюз.
Показателно за качествената работа в дублиращия тим на Вердер е честото попадане на млади играчи от него в първия тим на „зелено-белите“. Водачът във вечното клубно класиране за голмайстори Марко Боде също е юноша на Вердер, както и европейският шампион Дитер Айлтс и днешният треньор Томас Шааф. От днешния отбор Аарън Хънт е играл в аматьорската формация, а други кадри са Мартин Харник, Кевин Артман и Кевин Шиндлер.
Третата репрезентация на Вердер играе в местната северна лига за футболисти до 21 г. и в периода 2004 – 2007 г. заема места между третото и петото. Дивизията е най-високата възможна за трети формации. Освен това към Вердер съществуват и четвърти, пети и отбор за ветерани, както и дамска формация.
| №             |         | Играч              | Рождена дата  | В отбора от | См      | Кг      | Мач.    | Гол.    | Предишни клубове                                                             |
| Вратари       | Вратари | Вратари            | Вратари       | Вратари     | Вратари | Вратари | Вратари | Вратари | Вратари                                                                      |
| ------------- | ------- | ------------------ | ------------- | ----------- | ------- | ------- | ------- | ------- | ---------------------------------------------------------------------------- |
| 1             |         | Зебастиан Пацлер   | 24.10.1990    | 2008        | 188     | -       | -       | -       | Магдебург, Унион Берлин, Лихтенберг 47, Бау-Унион Берлин                     |
| 42            |         | Феликс Видвалд     | 15.03.1990    | 1999        | 190     | 82      | 2       | -       | Ахим                                                                         |
| Защитници     |         |                    |               |             |         |         |         |         |                                                                              |
| 2             |         | Феликс Шилер       | 06.12.1989    | 2005        | 188     | 82      | 21      | 0       | Тасмания Гропиусщат                                                          |
| 4             |         | Кевин Мек          | 04.11.1988    | 2009        | 192     | 89      | 13      | 0       | Унион Берлин, Волфсбург, Тенис Борусия Берлин, Нордост Берлин, Динамо Берлин |
| 5             |         | Нико Щретер        | 5 януари 1990 | 2007        | -       | -       | -       | -       | Баунатал, Касел, Виценхаузен, Вилхелмсхьое                                   |
| 14            |         | Зандро Щалбаум     | 14.09.1981    | 2003        | 183     | 79      | 52      | 1       | Нойщрелиц, Нойбранденбург                                                    |
| 26            |         | Александер Хесел   | 26.05.1988    | 2005        | 189     | 81      | 16      | 0       | Нойбранденбург, Рьобел/Мюриц                                                 |
| Полузащитници |         |                    |               |             |         |         |         |         |                                                                              |
| 6             |         | Николас Фелдхан    | 14.08.1986    | 2008        | 190     | 89      | 46      | 4       | Ерцгебирге Ауе, Унтерхахинг, 1860 Мюнхен, Варнгау                            |
| 7             |         | Серхан Зенгин      | 11.04.1990    | 1997        | -       | -       | 8       | 0       | Юноша на клуба                                                               |
| 8             |         | Тобиас Кемпе       | 27.06.1989    | 2006        | 184     | 70      | 26      | 1       | Борусия Мьонхенгладбах, Динслакен, Фьорде                                    |
| 13            |         | Бернд Гердес       | 03.11.1989    | 2009        | -       | -       | 13      | 0       | Клопенбург, Кнехайм                                                          |
| 15            |         | Маджид Албри       | 23.07.1990    | 2007        | -       | -       | 1       | 0       | Санкт Паули                                                                  |
| 20            |         | Щефан Ронебург     | 07.02.1989    | 2007        | 189     | 77      | 33      | 2       | Заксен Лайпциг, Лайпциг, Льобниц                                             |
| 22            |         | Юлиан Грунд        | 21.06.1988    | 2004        | 184     | 73      | 3       | 0       | Хайдер                                                                       |
| Нападатели    |         |                    |               |             |         |         |         |         |                                                                              |
| 18            |         | Елефтериос Мацукас | 07.03.1990    | 2009        | 174     | 67      | 3       | 0       | Етникос Астерас, Олимпиакос, Егалео                                          |
| 19            |         | Патрик Дердак      | 16.02.1990    | 2008        | -       | -       | 2       | 0       | Нойзидъл ам Зее, Марц, Нойдьорфъл                                            |
| 23            |         | Ади-Ваку Менга     | 28.09.1983    | 2009        | 177     | 79      | 30      | 4       | Ханза Росток, Оснабрюк, Фене, Амис Луанго                                    |

### Юношески футбол
В юношеската академия на Вердер отборите са разделени в седем възрастови категории. През 1999 г. тимът до 19 години става шампион на Германия за своята възраст и това е най-същественият успех за младите вердерци. На финала на европейското първенство по футбол за юноши до 17 години през 2009 г., младите футболисти на Вердер Ленарт Ти и Флориан Тринкс отбелязват голове във финалната среща и помагат на съотборниците си да триумфират с първото място. Освен това Ленарт Ти, със своите 3 гола, става голмайстор на турнира.

### Клубно ръководство на Вердер Бремен
На общо събрание на членовете на клуба на 27 май 2003 г. Вердер Бремен се разделя на две – аматьорско и професионално поделение. Вторият вид представлява командитно дружество с акции, което осъществява търговска дейност. Оборотът на търговското отделение през 2006 г. възлиза на сумата от 85 милиона евро и записва 10-процентово увеличение спрямо предната финансова година. През втората половина на сезон 2006/07 се осъществява ново увеличение и 100-милионната бариера за първи път е прескочена. Разходите по професионалния отбор възлиза на около 35 милиона евро.
Спортният клуб се състои от президиум, съвет на ветераните, изборно представителство и младежка организация. Той обединява спортовете шахмат, хандбал, гимнастически игри, футбол, тенис на маса и лека атлетика.
Президиумът, който представлява клуба, се състои от президента Клаус-Дитер Фишер, вицепрезидента Хубертус Хес-Груневалд и финансовия директор Аксел Плаат. Членовете му се избират по предложение на общото събрание и те са завеждащите отделните спортни поделения.

## Клубна среда на Вердер Бремен

### Стадион и инфраструктура
От 1930 г. футболистите на Вердер Бремен играят домакинските си мачове на построения през 1909 г. Везерщадион. След първото си преустройство през 1926 г. той е преименуван на името на своите реконструктори Алгемайнен Турн унд Шпортферайн в А Бе Те Ес-Кампфбан. Стадионът носи името „Везерщадион“ от 1930 г., тъй като се намира на брега на река Везер. След множество разширения и свивания на терена капацитетът на арената е 43 087 зрители, при което 25 800 от 32 187 седящи и 8700 от 10 900 правостоящи места са покрити с „козирка“. В близост до Везерщадион се намират магистралите А1 и А27, но достъпът до него се осъществява само от една улица. Поради многобройните протести на живеещите в района, автомобилното движение в близост до арената се спира в дните на мачовете, а местата за паркиране са само за живущите до тях граждани. Поради ограниченията придвижването до стадиона става с многобройни автобуси и трамваи, ангажирани специално за случая и безплатни за притежатели на билети. Тези инфраструктурни затруднения са най-важната причина Везерщадион да се избягва при провеждането на официалните срещи на германския национален отбор и при провеждането на Световното първенство по футбол през 2006 г.
В близост до стадиона се намират и тренировъчните игрища на професионалните и аматьорските футболисти на Вердер, както и плувен басейн. При засилен интерес към срещите на дублиращия отбор той напуска малкото игрище Везерщадион Плац 11, побиращо 5500 зрители, и домакинства на големия стадион. Администрацията на клуба също се помещава на стадиона, както и фен магазин и други офиси.
През декември 2004 г. под трибуните на Везерщадион отваря врати музей на Вердер, наречен за кратко „Вузей“. Там са изложени копията на шампионската сребърна салатиера и Купата на Германия, както и редки плакати, снимки и други вещи от клубната история.
Осъществява се ново преустройство, което ще превърне стадиона в чисто футболна арена без лекоатлетическа писта, разноските по което се оценяват между 40 и 50 милиона евро. Така зрителският капацитет ще се увеличи на приблизително 50 000 места. Северната и южната трибуна ще се доближат до игрището, а местата за запалянковци на запад и изток ще започват направо от края на терена. На Везерщадион ще се изгради трето ниво, а осветителните тела, включително и соларни клетки, ще се вградят в покрива на стадиона. Така цялото съоръжение ще бъде покрито след реконструкцията. Разрешението за строеж е дадено на 12 април 2007 г. След като през юли 2007 г. става ясно, че планираните разходи по строителните дейности ще бъдат значително надхвърлени поради повишението в цените на стоманата, и вместо 50 са необходими 75 милиона евро, отговорните организации вземат решение преустройството да се проведе на два етапа. Така първоначално вътрешната овална форма на стадиона се запазва, а построяването на ВИП-ложи към западната трибуна се отлага. Тези мерки целят спестяването на 15 до 20 милиона евро. Допуска се, че за подпомагане на финансирането по строителните работи, е възможно да се продаде името на стадиона в бъдеще.

### Зрители и фенове
| Сезон   | Ø зрители | Абонаментни карти | Членове |  |
| ------- | --------- | ----------------- | ------- |  |
| 1999/00 | 29.834    | 20.125            | 2.980   |  |
| 2003/04 | 37.666    | 20.000            | 5.700   |  |
| 2004/05 | 39.579    | 25.000            | 15.000  |  |
| 2005/06 | 36.928    | 25.000            | 21.000  |  |
| 2006/07 | 39.715    | 25.000            | 23.500  |  |
| 2007/08 | 40.267    | 25.000            | 30.266  |  |
| 2008/09 | 40.375    | 25.000            |         |  |

От сезон 1999/2000 се наблюдава растяща посещаемост на домакинските срещи в Бремен, която отбелязва застой единствено през 2005/06 поради началото на строителните дейности и изолирането на определени сектори на стадиона, произтичащи от това. През сезон 1999/2000 средно 29 834 зрители гледат домакинствата на Вердер на живо, а в годината на „дубъла“ те са вече 37 666. Почти двойно увеличение се забелязва спрямо последния сезон на ХХ век през 2006/07, когато средната посещаемост достига 39 715. Освен това броят продадени сезонни карти също се увеличава – от 20 000 през 2003/04 на 25 000 през следващите четири години. В продължение на целия изминал век клубните членове на Вердер са от порядъка на 2000 – 3000 души, но по времето на ръководството на Томас Шааф те се увеличават неколкократно. Само през шампионската година членовете наброяват над 15 000 души, а днес те са около 34 400 души. През 2003 г. започва усилена кампания в целия град Бремен за увеличаване на членуващите във Вердер, включваща плакати и реклама в градския транспорт, изобразяваща треньора и надписи „Искам те!“ и „Членувай във Вердер!“.
Съществуват множество малки фенгрупи, определящи се като „ултраси“, които провеждат разнообразна хореография на стадиона. Тези привърженици стоят по принцип на източната трибуна на Везерщадион. Съществуват известни проблеми с хулиганството на бременските фенове, които се считат за крайнодесни по политически убеждения.
Могат да се посочат два примера за организаторския талант на привържениците на Вердер. Те успяват да класират станалата клубен химн песен „Зелено-бяло за цел живот“ („Lebenslang Grün-Weiß“) на 29 място в класацията на германската телевизия Це Де Еф за най-добри германски песни на ХХ век. Песента оставя зад себе си официалния химн на северните съперници Хамбургер ШФ „Хамбург, моя перла“, както и „Тиха нощ, свята нощ“ и произведения на едни от най-популярните попизпълнители на страната.
През сезон 2005/06 на официалния уебсайт на Хамбургер ШФ се провежда анкета по избиране на най-добрия играч за годината на отбора. Феновете на Вердер успяват да саботират избора след многобройни участия на сайта, обаждания по телефон и електронни писма, посочващи за победител бившият футболист на Вердер Аилтон. Самият бразилец отива в Хамбург през зимната пауза под наем и не играе особено успешно, като негов невероятен пропуск на празна врата в прекия двубой със „зелено-белите“ смъква хамбургци на третото място в класирането и така те пропускат директното класиране в групите на Шампионската лига. В крайна сметка организаторите зануляват очевидно неадекватното класиране в анкетата, но след като отново Аилтон убедително повежда, те обявяват, че „всички футболисти на Хамбург са победители“.

### Дербита и съперничества

#### Срещу Байерн Мюнхен
От дълго време съществува съперничество между северняците от Вердер и южняците от Байерн Мюнхен. При половината от шестте си втори места Вердер завършва след баварците, които при три от общо четирите титли на бременци завършват като вицешампиони. През 80-те и първата половина на 90-те години, когато двата отбора редовно си оспорват първото място, взаимните антипатии се засилват и поради личната непоносимост между директорите Ули Хьонес и Вили Лемке. Лемке определя Хьонес за „гробокопача на германския футбол“ и добавя, че никой друг човек на света не се изказва толкова „негативно“. Началото на противопоставянето, според някои, започва на 23 ноември 1985 г., когато първият отбор в класирането Вердер Бремен гостува на Байерн в Мюнхен. Тогава нападателят на бременци Руди Фьолер е фаулиран изключително грубо от Клаус Аугенталер и чупи крака си, а защитникът получава „само“ жълт картон. Самият Ули Хьонес нагло оспорва картона на Аугенталер, а треньорът на „баварците“ Удо Латек се изказва иронично за многото играчи с травми в отбора на Вердер пред баварско радио, като за контузения за пет месеца Фьолер казва, че „не знаел как да пада“. От това време датират и първите нападки по медиите между Ули Хьонес и Вили Лемке.
Освен всичко това бременските привърженици са разочаровани и от трансферите на водещи футболисти на Вердер в Байерн Мюнхен като Андреас Херцог, Марио Баслер, Клаудио Писаро, Валериен Исмаел, Мирослав Клозе и Тим Боровски, както и на самия Ото Рехагел, който отива в баварската столица през 1995 г. Когато отношенията между Ули Хьонес и Кристоф Даум са обтегнати до крайна степен през 2000 г. директорът на мюнхенския клуб е яростно освиркван и обиждан при гостуването на отбора му на Везерщадион. След нови взаимни провокации по медиите през 2004 г. взаимоотношенията на двата отбора се връщат в професионалното русло.

#### Северното дерби срещу Хамбург
Традиционна вражда съществува между най-успешните северногермански отбори Вердер Бремен и Хамбургер ШФ. В годините на Оберлига Север хамбургци определено имат превес в преките двубои, а Вердер успява едва в последните години преди въвеждането на Първа Бундеслига да се затвърди като втора сила в региона след тях. Омразата между привържениците на двата тима ескалира след 17 октомври 1982 г., когато фенът на бременци Адриан Малайка е убит в близост до хамбургския Фолкспаркщадион след хвърлен камък от членове на ултра-групировката „Лъвове“. Малайка умира по пътя си за стадиона, за да гледа гостуването на своя любим отбор, когато камъкът го удря смъртоносно в тила. Хамбургските „Лъвове“ са една от най-опасните и крайни организации, а по това време дори са се въоръжавали с газови пистолети и халосни патрони. През декември 1982 г. по около 200 членове на двата северни клуба се срещат в градчето Шеесел, отдалечено на равно разстояние от Бремен и Хамбург, и се споразумяват да сключат „Примирието от Шлеесен“, като инициатори и присъстващи на събитието са двамата директори на клубовете Гюнтер Нетцер и Вили Лемке. Впоследствие насилието отстъпва мястото си на една особена атмосфера, съпровождаща срещите на двата тима от пристанищните градове. Нарицателното „Номер 1 на Севера“ се носи с гордост и от привържениците на „зелено-белите“, и от тези на „червените шорти“.
Между 22 април и 10 май 2009 г. се случва нещо необичайно – в период от 19 дни двата съперника се срещат общо 4 пъти. Неубедително представящият се в Първа Бундеслига Вердер надделява, като успява да изхвърли Хамбург от турнира за Купата на Германия (4:2 сл. дузпи в Хамбург) и за Купата на УЕФА (0:1 в Бремен, 3:2 в Хамбург), както и да извади хамбургци от борбата за титлата на Германия (2:0 в Бремен).

#### Други съперничества
Ново и още неразвито съперничество се оформя между Вердер и Шалке 04. То води началото си от преминаването на бившия изпълнителен директор на бременци Руди Асауер в гелзенкирхенския клуб и последвалото прехвърляне на много от играчите на „зелено-белите“ при „кралскосините“. Примери за това са титулярните вратари на Вердер през годините Оливер Рек (1998 г.) и Франк Рост (2002 г.), както и сръбския национален защитник Младен Кръстаич и любимецът на бременската публика Аилтон, всички дошли в Гелзенкирхен без трансферна сума. Важна роля при трансферите играе много по-добрата платежоспособност на Шалке 04, а самият Аилтон споделя, че в Шалке получава двойно по-висока заплата. Година след напускането на бразилеца бившият германски национален футболист Фабиан Ернст преминава също при „миньорите“.

### Спонсори
През сезон 1971/72 Вердер за първи път играе с логото на търговска марка на фланелките си. Става дума за различни компании, собственост на провинция Бремен, която дейно финансира клуба. След като взаимоотношенията между Вердер и федералната област приключват през 1974 г., на зелено-белите екипи започва да рекламира компанията за рибни консерви „Норда“, която е и първият частен спонсор на бременския клуб.
Оттогава единствено през сезон 2001/02 Вердер играе без спонсорска емблема на фланелките си, тъй като през въпросната кампания не успява да се договори с нито един инвеститор поради нежеланието си да се обвързва с дългосрочен рекламен договор. Все пак липсата на финансиране по този показател е преодоляна с продаването на спонсорските права на рекламна къща.
В началото на сезон 2006/07 за Вердер възникват проблеми, причинени от тогавашния главен спонсор на клуба заложната къща „Би Уин“. Властите в Германия решават да ограничат рекламата на хазартни компании в страната, като под ударите на закона попада и инвеститорът на бременци, чиято легитимност е оспорена от множество политици. Решението да се забрани надписа bwin.de на клубните екипи окончателно издържа обжалванията и Вердер е принуден да го отстрани Това обаче не е краят, защото следва ново обжалване на рекламната забрана пред Европейския съд, а до окончателното решение, бременци играят с надпис we win („Ние печелим“) или без спонсорско лого. Впоследствие Европейският съд също не вижда съществена причина да промени решението на германските власти и то остава в сила. При тези обстоятелства спонсорският контракт с букмейкърите се прекратява предсрочно през май 2007 г.
От 1 юли 2007 г. финансовият предприемач „Ситибанк“ става главен спонсор на Вердер Бремен. Изтичащият на 30 юни 2010 г. договор носи на клуба независимо от представянето приход между осем и десет милиона евро годишно, а това е значително повече от средния рекламен приход на германските първодивизионни отбори (5,75 милиона евро). След продажбата на германското поделение на „Ситибанк“ на френската компания „Кредит-Мютюел-Груп“ и произтичащото от това промяна на името на „Таргобанк“ надписът на зелено-белите екипи също се променя. Логото на новата банка ще се ползва от сезон 2010/11, а дотогава Вердер играе с надписа „Така работи банката днес“ („So geht Bank heute“).
Екипировката на отбора се осигурява от американската фирма за спортни принадлежности Найк, която заменя през лятото на 2009 г. италианската компания Капа. Топките на Вердер се предоставят от Дербистар.
Преглед на всички главни спонсори на Вердер Бремен:
| Период      | Екипировка   | Спонсор                         | Бранш                       |
| ----------- | ------------ | ------------------------------- | --------------------------- |
| 1971 – 1974 | неустановена | Провинция Бремен                | Провинция Бремен            |
| 1976 – 1978 | неустановена | Норда (Norda)                   | Рибни консерви              |
| 1978 – 1981 | неустановена | Пентакс (Pentax)                | Фотоапарати                 |
| 1981 – 1984 | Пума         | Олимпия (Olympia)               | Пишещи машини               |
| 1984 – 1986 | Пума         | Тригема (Trigema)               | Спортна екипировка          |
| 1986 – 1992 | Пума         | Портас (Portas)                 | Обновяване на кухни и врати |
| 1992 – 1997 | Пума         | Винтертур Груп (dbv-Winterthur) | Застраховки                 |
| 1997 – 2000 | Пума         | о.тел.о (o.tel.o)               | Телекомуникации             |
| 2000 – 2001 | Капа (Kappa) | Ку Ес Це (QSC)                  | Телекомуникации             |
| 2001 – 2002 | Капа (Kappa) | няма спонсор                    | няма спонсор                |
| 2002 – 2004 | Капа (Kappa) | Рено (Reno)                     | Магазини за обувки          |
| 2004 – 2006 | Капа (Kappa) | КиК (KiK)                       | Магазин за евтини дрехи     |
| 2006 – 2007 | Капа (Kappa) | би уин (bwin)                   | Спортни залози              |
| 2007 – 2008 | Капа (Kappa) | Ситибанк (Citibank)             | Финансова група             |
| 2009 – 2011 | Найки        | Ситибанк (Citibank)             | Финансова група             |

## Личности от историята на Вердер Бремен

### Футболисти с най-много мачове и голове за Вердер Бремен
|          | Име                 | Брой срещи |
| -------- | ------------------- | ---------- |
|          | Дитер Бурденски     | 444        |
| Германия | Хорст-Дитер Хьотгес | 420        |
|          | Дитер Айлтс         | 390        |
|          | Марко Боде          | 379        |
|          | Вернер Гьортс       | 363        |
| Германия | Карл-Хайнц Камп     | 361        |
|          | Мирко Вотава        | 357        |
|          | Оливер Рек          | 345        |
|          | Франк Нойбарт       | 317        |
|          | Томас Волтер        | 312        |

|  | Име                         | Брой голове |
|  | --------------------------- | ----------- |
|  | Марко Боде                  | 101         |
|  | Руди Фьолер Франк Нойбарт   | 97          |
|  | Аилтон                      | 88          |
|  | Вернер Гьортс               | 73          |
|  | Арнолд Шюц                  | 69          |
|  | Уве Райндерс                | 67          |
|  | Норберт Майер               | 66          |
|  | Уинтън Руфър                | 59          |
|  | Андреас Херцог Юрген Рьобер | 57          |

### Известни бивши играчи
| - Рихард Акершот - Аилтон - Клаус Алофс - Марио Баслер - Франк Бауман - Гюнтер Бернард - Оле Бьорнмосе - Марко Боде - Руне Братсет - Дитер Бурденски - Херберт Бурденски - Диего | - Дитер Айлтс - Хорст Гернхарт - Вернер Гьортс - Ханс Хагенакер - Клаус Хенел - Матиас Хайдеман - Андреас Херцог - Хорст-Дитер Хьотгес - Драгомир Илич - Хелмут Ягиелски - Мирослав Клозе - Макс Лоренц | - Норберт Майер - Дитер Майер - Йоан Мику - Бено Мьолман - Франк Нойбарт - Ясухико Окудера - Йозеф „Зеп“ Пионтек - Клаудио Писаро - Карл-Хайнц Пройсе - Оливер Рек - Уве Райндерс - Карл-Хайнц Ридле | - Пер Рьонтвед - Франк Рост - Уинтън Руфър - Хелмут Шимецек - Вили Шрьодер - Арнолд Шюц - Хайнц Щайнман - Руди Фьолер - Мирко Вотава - Вили Зоя - Герхард Цебровски - Дитер Цембски |

### Треньори след 1963 г.
|             | Име                        | Период                      | Бележка |
| ----------- | -------------------------- | --------------------------- | --- |
| Германия    | Вили Мултхауп              | 01.07.1963 – 30.06.1965     | Първият сезон под негово ръководство Вердер завършва на непрестижното десето място. Още през следващата година обаче Вердер привлича защитника Хорст-Дитер Хьотгес и нападателя Клаус Матишак и сензационно става шампион. Въпреки успеха Вили Мултхауп напуска клуба доброволно след края на сезона и става треньор на Борусия Дортмунд. |
| Германия    | Гюнтер Брокер              | 01.07.1965 – 04.09.1967     | Гюнтер Брокер получава трудната задача да защитава титлата от предходния сезон. Под негово ръководство Вердер отпада във втория кръг за Купата на европейските шампиони. След като бременци завършват първия си сезон под ръководството на Брокер относително успешно с четвърто място, то през следващия изпадането е избегнато на косъм с 16. място, а през злополучната година се записва антирекорд по най-малко публика в историята на Вердер. След три разгромни загуби в началото на третия сезон на наставника, той е освободен поради лошите резултати на треньора.                                                          |
| Германия    | Фриц Лангер                | 05.09.1967 – 30.06.1969     | Освободеният от Шалке 04 и известният със своите сурови тренировъчни методи Фриц Лангер поема Вердер на последното място в класирането и след 14 поредни срещи без загуба го прави вицешампион още през същия сезон. След по-малко успешния сезон 1968/69, завършил с 9 място, „Железния Фриц“ продължава кариерата си в 1860 Мюнхен. |
| Германия    | Рихард Акершот             | 10/11.1968 и 6/1969         | През 10., 12. и 13. кръг на първенството през сезон 1968/69 бившият футболист и капитан на Вердер Рихард Акершот замества болния Фриц Лангер. Когато Лангер отсъства по време на 34. кръг поради преговорите за договор с 1860 Мюнхен Акершот отново сяда на пейката и отборът му куриозно обръща мача си с 6:5. |
| Германия    | Фриц Ребел                 | 01.071969 – 16.03.1970      | Фриц Ребел идва във Вердер от по-нискодивизионния Гьотинген 05 и ръководи отбора само в 22 срещи. Самият той споделя: „За човек на моята възраст бундеслигата идва малко в повече“. Говори се, че преди срещите самите играчи са му обяснявали тактическите похвати вместо обратното. Често Ребел хвали пред пресата футболисти, които дори не са играли в конкретния двубой. На 14 март 1970 г. треньорът е освободен и е заменен от Ханс Тилковски. |
| Германия    | Ханс Тилковски             | 17.03.1970 – 30.06.1970     | Тилковски поема отбора още през сезон 1969/70 като наследник на Фриц Ребел. Той е ангажиран като временен наставник и в края на първенството трябва да отстъпи мястото си на Роберт Гебхард, с когото вече е подписан предварителен контракт. В края на сезона Тилковски с мъка се разделя с Вердер, който с удоволствие би продължил да тренира. |
| Германия    | Роберт Гебхард             | 01.07.1970 – 29.09.1971     | Роберт Гебхард идва в Бремен от Дуисбург. В края на първенството Вердер е на десетото място с голова разлика 41:40 и 33 точки. За втория сезон на Гебхард са привлечени националните играчи Петер Дитрих и Херберт Лаумен от Борусия Мьонхенгладбах, Вили Нойбергер и Вернер Вайст от Борусия Дортмунд. С тези футболисти очакванията към Вердер неимоверно се повишават, но тимът стартира посредствено и след осем кръга има голово съотношение 15:12 и 8 точки, които го поставят на временното седмо място. На 29 септември 1970 г. Гебхард е освободен.                                                                          |
| Германия    | Вили Мултхауп              | 30.09.1971 – 24.10.1971     | Шампионският треньор на бременци от 1965 г. се завръща в отбора, за да помогне на продължително контузения футболист Пионтек да се изгради в добър бъдещ наставник на Вердер. След края на обучнието Мултхауп отново напуска клуба. |
| Германия    | Йозеф Пионтек              | 25.10.1971 – 30.06.1975     | Йозеф „Зеп“ Пионтек изиграва за Вердер 203 срещи в първенството и отбелязва 15 гола, а след края на кариерата си веднага е назначен за треньор на клуба. |
| Германия    | Фриц Лангер                | 08.05.1972 – 10.06.1972     | През втория си престой на Везерщадион Лангер замества Пионтек за 31. и 32 кръг на Първа Бундеслига, както и за двете полуфинални срещи за Купата на Германия. Недолюбваният от повечето футболисти наставник обаче не успява да се справи със задачата си и задлъжнелият с милиони бременски отбор, който вижда в спечелването на германската купа „спасяване“ на сезона, губи два пъти с по 1:2 от Кайзерслаутерн. |
| Германия    | Херберт Бурденски          | 01.07.1975 – 28.02.1976     | Бащата на вратаря на Вердер Дитер Бурденски е принуден да напусне клуба след само една победа от десет срещи и временно 14 място. Той публично нарича Вердер „селски отбор“ и добавя, че в края на сезона тимът „ще си получи заслуженото“ за лошото представяне. |
| Германия    | Ото Рехагел                | 29.02.1976 – 12.06.1976     | През първия си престой на Везерщадион Рехагел получава договор само до края на сезона с цел да избегне очертаващото се изпадане и треньорът се справя със задачата си. |
| Германия    | Ханс Тилковски             | 01.07.1976 – 19.12.1977     | Първият му сезон завършва в средата на класирането. В средата на втория Ханс Тилковски напуска клуба по-малко от 24 часа преди четвъртфинал за Купата на Германия, след като анонимен играч му съобщава, че при вътрешна среща на футболистите три четвърти от тях са се обявили срещу треньора. Тилковски се самоопределя като жертва на интриги в съблекалнята и доброволно се отказва от дължимите му заплати. |
| Германия    | Руди Асауер и Фред Шулц    | 20.12.1977 – 30.06.1978     | След напускането на Тилковски изпълнителният директор Руди Асауер поема задълженията по тренировките на Вердер. Тъй като той няма треньорски лиценз за това, от 1 януари 1978 г. формално това върши Фред Шулц, който със своите 74 години се води за най-възрастния наставник в Първа Бундеслига. Германският футболен съюз остро се противопоставя на назначението на Асауер, тъй като така се заобикалят правилата на организацията. След като бременци временно заемат място под чертата за изпадане, те успяват да се спасят с крайното 15 място.                                                                                |
| Германия    | Волфганг Вебер             | 01.07.1978 – 29 януари 1980 | Вердер е първият отбор, който бившият национален футболист тренира. След попадането на бременци в опасна близост до местата за изпадане, Вебер е освободен. |
| Германия    | Руди Асауер и Фриц Лангнер | 29 януари 1980 – 31.05.1980 | След уволнението на Волфганг Вебер отново Асауер поема наставническите функции, като от 20 февруари 1980 г. Фриц Лангер се съгласява да обезпечи това с треньорската си диплома, въпреки че вече се е пенсионирал. В края на сезона представянето на отбора е силно повлияно от наказанието на защитника Уотсън, а Вердер изпада във Втора Бундеслига като предпоследен отбор с 91 допуснати гола. |
| Германия    | Куно Кльотцер              | 01.07.1980 – 30.03.1981     | Дългогодишният треньор от Първа Бундеслига поема клуба след изпадането във втора дивизия, но в началото на 1981 г. напуска поста си по здравословни причини, въпреки временното първо място. |
| Германия    | Ото Рехагел                | 01.04.1981 – 30.06.1995     | Под ръководството на Ото Рехагел Вердер се завръща веднага в германската Първа Бундеслига. По време на 14-годишния му престой в пристанищния град „Крал Ото“ печели с отбора Купата на носителите на национални купи (1991/92), първенството на Германия (1988, 1993 г.), Купата на Германия (1991, 1994 г.), както и Суперкупата на Германия (1994 г.). Никой друг треньор от бундеслигата до днес не е бил по-верен на своя клуб от Рехагел. През 1995 г. той отива в конкурентите на „зелено-белите“ Байерн Мюнхен. |
| Нидерландия | Аад де Мос                 | 01.07.1995 – 9 януари 1996  | Аад де Мос има изградена добра международна репутация и е привлечен в Бремен с надеждата, че ще продължи успехите на своя предшественик Ото Рехагел. Нещата обаче не потръгват и след слаби резултати и разногласия с футболистите той е уволнен. Холандецът е първият треньор, въвел играта с четирима защитници в линия на Везерщадион, като я запазва, въпреки недобрите игри на своя отбор. |
| Германия    | Ханс-Юрген Дьорнер         | 14 януари 1996 – 20.08.1997 | При „Дикси“ Дьорнер бременският тим избягва изпадането и постига осмо място, но по никакъв начин не подсказва, че има потенциал за нещо повече. След лоша серия през 1997 г. треньорът е освободен. |
| Германия    | Волфганг Зидка             | 21.08.1997 – 21.10.1998     | Първоначално Зидка е помощник на „Дикси“ Дьорнер и началото му начело на тима е сравнително успешно. „Зона УЕФА“ е изпусната с малко през сезон 1997/98, но Вердер участва в купа Интертото. Когато в началото на кампанията 1998/99 ясно се вижда, че Вердер не се развива към подобряване на игровата култура на футболистите, а вместо това се закотвя на последното място след осмия кръг, Зидка е освободен от треньорската длъжност. |
| Германия    | Феликс Магат               | 22.10.1998 – 09.05.1999     | Магат въвежда дефанзивна тактика в отбора и така го изважда от зоната за изпадане. Впоследствие тренировъчните му методи и твърдото му отношение към футболистите са остро критикувани от привържениците и ръководството на бременския отбор. Феликс Магат изважда от състава дългогодишни футболисти на Вердер и оставя на пейката любимеца на публиката Аилтон. Резултатът от тези действия е само една победа от 12 мача през пролетния полусезон и завръщане в дъното на класирането. Освобождаването на наставника е логично и той бива заменен от Томас Шааф.                                                                   |
| Германия    | Томас Шааф                 | от 10.05.1999               | Днес Томас Шааф е най-успешният треньор в историята на Вердер Бремен след Ото Рехагел. През сезон 1998/99 под негово ръководство бременци избягват изпадането във втора дивизия и печелят Купата на Германия. Впоследствие бившият младежки наставник изгражда силен отбор, който се утвърждава в челото на германския футбол и става шампион през 2004 г. При Шааф Вердер отново се превръща в европейска сила и през 2009 г. тимът играе финал за Купата на УЕФА. В основата на успехите на зелено-белия тим е сътрудничеството между треньора и спортния директор Клаус Алофс, които в миналото са били и съиграчи на Везерщадион. |

### Бивши президенти на Вердер Бремен
|  | Президент        | Период      |
|  | ---------------- | ----------- |
|  | Е. Бюкинг        | 1902 – 1903 |
|  | А. Шрьодер       | 1904        |
|  | К. Бергхоф       | 1905        |
|  | А. Шрьодер       | 1906        |
|  | Фриц Дюринг баща | 1906 – 1908 |
|  | Ото Тренерт      | 1908 – 1909 |
|  | Карл Аренбек     | 1909        |
|  | Херман Шленгеман | 1912 – 1913 |
|  | Ото Тренерт      | 1913 – 1914 |
|  | Валтер Рикехеер  | 1914 – 1915 |

|  | Президент        | Период      |
|  | ---------------- | ----------- |
|  | Фриц Дюринг баща | 1916 – 1918 |
|  | Валтер Рикехеер  | 1919        |
|  | Херман Шленгеман | 1919        |
|  | Ото Тренерт      | 1919        |
|  | Фриц Шлоте       | 1919 – 1920 |
|  | Вилхелм Геркинг  | 1920        |
|  | Фриц Шлоте       | 1920 – 1922 |
|  | Алфред Рийз      | 1923        |
|  | Фриц Шлоте       | 1924        |
|  | Хенри Шийрло     | 1925        |

|  | Президент       | Период      |
|  | --------------- | ----------- |
|  | Алфред Рийз     | 1926 – 1927 |
|  | Хенри Шийрло    | 1927 – 1928 |
|  | Алфред Рийз     | 1929 – 1930 |
|  | Бернхард Щаке   | 1931 – 1933 |
|  | Вили Щьофер     | 1934 – 1936 |
|  | Адолф Хехт      | 1937 – 1939 |
|  | Карл-Хайнц Шулц | 1939 – 1940 |
|  | Алберт Древес   | 1943 – 1946 |
|  | Рихард Осенкоп  | 1946        |
|  | Фриц Дюринг     | 1946        |

|  | Президент         | Период        |
|  | ----------------- | ------------- |
|  | Алфред Рийз       | 1947 – 1951   |
|  | Алберт Древес     | 1951 – 1953   |
|  | Хайнц Феде        | 1954          |
|  | Николаус Шийрло   | 1955 – 1956   |
|  | Ханц Бурхорн      | 1957 – 1962   |
|  | Алфред Рийз       | 1963 – 1967   |
|  | Фриц Дюринг       | 1968 – 1970   |
|  | Франц Бьомерт     | 1970 – 1999   |
|  | Юрген Борн        | 1999 – 2003   |
|  | Клаус-Дитер Фишер | от 27.05.2003 |

## Любопитни факти

### Рекорди
- Вердер Бремен води в класирането на Първа Бундеслига след изиграването на общо 130 кръга и по този показател се нарежда на второ място в историята на първенството след Байерн Мюнхен и наравно с Борусия Мьонхенгладбах.
- От сезон 2008/09 Вердер излиза на второ място във Вечното класиране на Първа Бундеслига с 2386 точки.
- През сезон 2006/07 Вердер Бремен става първият отбор от Първа Бундеслига, който в три последователни гостувания успява да отбележи по шест гола.
- Играчът на Вердер Руне Братсет е избиран най-много пъти за футболист на Норвегия (3 пъти: 1991, 1992 и 1994 г.), а неговият съиграч Уинтън Руфър дели първото място с Хари Кюъл за най-много призове „Футболист на годината в Океания“ (също 3 пъти: 1989, 1990 и 1992 г.).
- През пролетния дял на сезон 1992/93 Вердер Бремен допуска един-единствен гол в домакинските си срещи, дело на играещия тогава в Байерн Мюнхен Кристиан Циге.
- Вердер Бремен е първият отбор, който излъчва двама номинирани футболисти за приза „Играч на месеца“ в Германия – това става през ноември 2003 г. в лицето на Аилтон и Йоан Мику[56], Диего и Мирослав Клозе през август 2006 г.[57], както и Диего и Торстен Фрингс през октомври 2006 г.[58]). Рекордът на бременци е подобрен през октомври 2008 г., когато футболистите на Хофенхайм Ведад Ибишевич, Чинеду Обаси и Демба Ба са номинирани едновременно за футболист на месеца в страната.[59] Общо 15 пъти футболист на Вердер е печелил това отличие, като Диего има 5 приза, а Мирослав Клозе – 3.
- След попадението на Аарън Хънт на 10 май 2008 г., той става двайсетият играч на Вердер, отбелязал гол през сезон 2007/08, а с това бременският клуб става рекордьор в германския футбол за най-много различни голмайстори през една шампионатна кампания.
- През сезон 2007/08 Байерн Мюнхен подобрява рекорда на Вердер Бремен за най-малко допуснати голове в рамките на един шампионат. През 1987/88 вратарят на бременци Оливер Рек допуска само 22 гола, а 20 години по-късно баварците успяват да задминат рекорда му с един гол по-малко.
- Със своите седем втори места (1968, 1983, 1985, 1986, 1995, 2006 и 2008 г.) Вердер Бремен е ставал най-много пъти вицешампион на Първа Бундеслига. През 1983 и 1986 г. първото място е пропуснато само поради по-лоша голова разлика от шампиона.
- През шампионския сезон 2003/2004 Вердер Бремен постига най-добрия баланс за гостувания в историята на клубовете от Първа Бундеслига. От 17 срещи като гост са спечелени 11, 4 завършват наравно, а само два мача са загубени. Отбелязани са 37 гола срещу 17 допуснати.
- През сезон 2008/09 Вердер Бремен става първият клуб, спечелил Купата на Германия без да изиграе домакинска среща от турнира. Освен това победата с дузпи на полуфинала през същата кампания над Хамбургер ШФ, играна на 22 април 2009 г., е тринайсетата победа за бременци след изпълнения от бялата точка – нов германски футболен рекорд.
- В турнира за Купата на Германия Вердер е непобеден на Везерщадион от 21 години. За последен път клубът губи на собствения си стадион на 13 април 1988 г. с 0:1 от станалия по-късно носител на купата отбор на Айнтрахт Франкфурт.

(Всички данни са към 23 септември 2009 г.)

### Бира
Официалната фенбира на Вердер се произвежда от бременската пивоварна „Хааке-Бек“, собственост на белгийския бирен гигант ИнБев. Основното пиво е светло, а специално за футболните запалянковци на пазара е пусната „Хааке-Бек 12“ с алкохолно съдържание от 5%.

## Български футболисти
- Илия Груев младши: 2019-2023 - (58 мача / 1 гол)